# Nihat Ergün
Nihat Ergün (Derince, 1962. szeptember 14. –) politikus, parlamenti képviselő. 2009–2013 között Recep Tayyip Erdoğan második és harmadik kormányában előbb ipari és kereskedelmi miniszter, majd tudományos, ipari és technológiai miniszteri tisztséget töltött be.

## Életrajz
A márvány-tengeri régióban született, a műszaki középiskolát követően 1984-ben az Márvány Egyetem közgazdaságtudományi és a közigazgatás-tudományi karán szerzett diplomát. Az ezt követő időben kereskedelmi területen dolgozott.
1994-ben lett Derince körzet polgármestere, majd 2002. november 3-a óta három alkalommal választották meg Kocaeli tartomány AKP-s parlamenti képviselőjének.
Az AKP 2003. október 12-én tartott első kongresszusán tagja lett a párt irányító- és döntéshozatali bizottságának, a második ciklusra 2006. november 11-én újraválasztották.
2005. április 12-én az AKP helyi önkormányzatokért felelős csoport elnök-helyettesének, 2007. augusztus 8-án pártja parlamenti frakciójának ügyvezető elnökvé választották.

## A 2013-as korrupciós botrány
A harmadik Erdoğan-kormány 2011. július 6-án megalakult, amiben már tudományos, ipari és technológiai miniszteri rangot kapott, de a 2013. december 25-én kirobbanó botrányban leváltották.

## Magánélete
Nős, négy gyermeke van.

## Fordítás
- Ez a szócikk részben vagy egészben  a   Nihat Ergün című török Wikipédia-szócikk fordításán alapul.  Az eredeti cikk szerkesztőit annak laptörténete sorolja fel. Ez a jelzés csupán a megfogalmazás eredetét és a szerzői jogokat jelzi, nem szolgál a cikkben szereplő információk forrásmegjelöléseként.
- Ez a szócikk részben vagy egészben  a   Nihat Ergün című angol Wikipédia-szócikk fordításán alapul.  Az eredeti cikk szerkesztőit annak laptörténete sorolja fel. Ez a jelzés csupán a megfogalmazás eredetét és a szerzői jogokat jelzi, nem szolgál a cikkben szereplő információk forrásmegjelöléseként.